# Halmay Zoltán

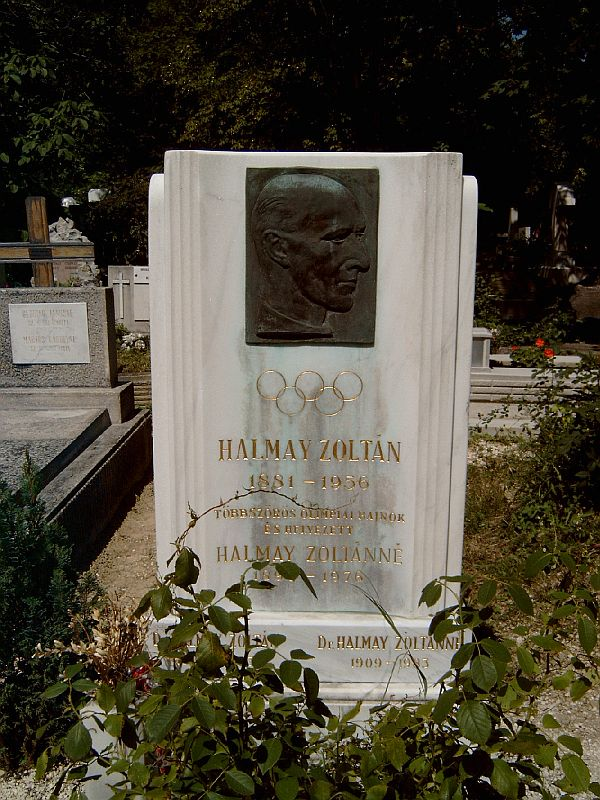
Halmay Zoltán sírja Budapesten. Farkasréti temető: 30/2-1-4. Kisfaludi Strobl Zsigmond domborműve.

Halmay Zoltán erdőtelki (A Pozsony megyei Magasfalu melletti Dubrava tanyán, 1881. június 18. – Budapest, 1956. május 20.) kétszeres olimpiai bajnok magyar úszó.

## Sportpályafutása
A család egy ideig Egyházszegen élt. 1891-ben költöztek Budapestre a Pipa utcába. Az Erzsébet híd pesti hídfőjénél kialakított uszodában tanult meg úszni. 1896-tól a MÚE (Magyar Úszó Egyesület) versenyzője volt. Egy év múlva 1 mérföldön lett magyar bajnok. Nemzetközi szintű eredményeit úszásban érte el. Az úszás mellett futballozott, vízilabdázott, atletizált, evezett. Gyorskorcsolyázásban 5000 méteren magyar bajnokságot is nyert. Az 1900-as olimpiáról három éremmel tért haza. A Hajós Alfréd révén ismertté vált és „magyar tempó” néven emlegetett úszóstílus, a váltott karú, lábmunka nélküli gyorsúszás, legeredményesebb képviselője volt.
Az 1904-es olimpiára két magyar úszó indulását (Halmay és Kiss Géza) engedélyezték. De később, a Kiss utazására szánt pénzből egy kísérő költségeit fedezték volna. A sportolók egyesületüktől, a MUE-tól várták, hogy lépjenek fel a döntés ellen. Ez nem történt meg, így Halmay és Kiss az MTK-ba igazoltak, melynek vezetője Brüll Alfréd fedezte Kiss olimpiai szereplését.
Továbbfejlesztette a váltott karú, lábmunka nélküli gyorsúszási technikát – a magyar tempót – amelyet Gräfl Ödön, magyar úszóbajnok fejlesztett ki. E technikával az 1904. évi nyári olimpiai játékokon két olimpiai bajnoki címet szerzett. Az 50 yardos döntőt holtverseny miatt kétszer teljesítette. Az MTK első olimpiai bajnoka volt. Ő lett a 100 méteres és a 220 yardos gyorsúszás első hivatalos világcsúcstartója is (1905, 100 m: 1:05.8 ; 1908, 220 yard: 2:26.8).
1908-ban az olimpián a magyar úszócsapat vezetője, edzője és versenyzője is volt. Itt két ezüstérmet szerzett.
Utolsó alkalommal 1910-ben versenyzett. Még aktív úszóként 1908-tól 1910-ig, majd később 1919-től 1928-ig a magyar úszóválogatott szövetségi kapitánya volt.
A naganói olimpiára és a későbbiekben is a Szlovák Olimpiai Bizottság által szerkesztett kiadványokban Halmayt valamint Prokopp Sándort és más magyar olimpikonokat szlovákként tüntették fel. A NOB állásfoglalása szerint a versenyzők magyar színekben, Magyarországnak nyerték olimpiai érmeiket.

## Sporteredményei
- kétszeres olimpiai bajnok (1904: 50 yard gyors, 100 yard gyors)
- négyszeres olimpiai 2. helyezett (1900: 200 m gyors, 4000 m gyors; 1908: 100 m gyors, 4 × 200 m gyorsváltó)
- egyszeres olimpiai 3. helyezett (1900: 1000 m gyors)
- az 1906-os nem hivatalos (pánhellén) olimpián bajnok (4 × 250 m gyorsváltó) és 2. helyezett (100 m gyors)
- tizenötszörös magyar bajnok:
  - 1 mérföld: 1897, 1899
  - 100 yard: 1899, 1901, 1902, 1903, 1904, 1906, 1907
  - 440 yard: 1905, 1907
  - 220 yard: 1906, 1907, 1908
  - 110 yard: 1908

## Rekordjai

### 100 m gyors
- 1:09,4 (1904. október 29., Bécs) országos csúcs (33 m)
- 1:07,4 (1904. december 3., Bécs) országos csúcs (33 m)
- 1:05,8 (1905. december 3., Bécs) világcsúcs (33 m)

### 200 m gyors
- 2:41,0 (1904. november 27., Bécs) országos csúcs (33 m)
- 2:35,2 (1907. november 15., Bécs) országos csúcs (33 m)
- 2:26,4 (1908. június 28., Budapest) országos csúcs (35 m)

### 220 yard gyors
- 2:26,8 (1908. június 28., Budapest) világcsúcs

## Magánélete
A Belvárosi Reáliskola tanulója volt. 1910-től újságírással (Versenylap) foglalkozott. Később a Dohányjövedék központ tisztviselője majd igazgatója volt. 1937-ben a Hungária Gumitextilgyár igazgatója lett. Utolsó éveiben Parkinson-kórban szenvedett. Az amerikai úszószövetségtől és korábbi ellenfelétől, Charles Danielstől kapott gyógyszereket betegségére.

## Díjai, elismerései
- Az Úszó Hírességek Csarnokának tagja (1968)
- A Magyar Úszó Hírességek Csarnokának tagja (2022)[4]

## Emlékezete
1996-ban Szombathelyen alakult meg a Halmay Zoltán Olimpiai Hagyományőrző Egyesület. Az ő kezdeményezésükre szülőhelyén háromnyelvű emléktáblát állítottak Halmay emlékére. 2000-ben Hódmezővásárhelyen iskolát neveztek el Halmayról, de későbbi iskolaegyesítések után nevét elhagyták az intézet nevéből. Az iskolában 2000-ben egy Halmayt ábrázoló domborművet avattak fel.